# Chikka Madinal, Gangawati
Chikka Madinal là một làng thuộc tehsil Gangawati, huyện Koppal, bang Karnataka, Ấn Độ.